# Епархия Каакупе
Епархия Каакупе (исп. Diócesis de Caacupé, лат. Dioecesis Caacupensis) — епархия Римско-Католической церкви c центром в городе Каакупе, Парагвай. Епархия Каакупе распространяет юрисдикцию на департамент Кордильера. Епархия Каакупе входит в митрополию Асунсьона. Кафедральным собором епархии Каакупе является базилика Непорочного Зачатия Пресвятой Девы Марии.

## История
2 августа 1960 года Папа Римский Иоанн XXIII издал буллу «Qui aeque ac Sanctus Petrus», которой учредил территориальную прелатуру Каакупе, выделив её из архиепархии Асунсьона, епархии Консепсьона в Парагвае и епархии Вильяррики (сегодня — Епархия Вильяррики-дель-Эспириту-Санто).
29 марта 1967 года Папа Римский Павел VI издал буллу «Rerum catholicarum», которой преобразовал территориальную прелатуру Каакупе в епархию.

## Ординарии епархии
- епископ Исмаэль Блас Ролон Сильверо S.D.B.[2] (2.08.1960 — 16.06.1970), назначен архиепископом Асунсьона;
- епископ Деметрио Игнасио Акино Акино (12.06.1971 — 1.11.1994);
- епископ Каталино Клаудио Хименес Медина (3.06.1995 — 29.06.2017, в отставке);
- епископ Рикардо Хорхе Валенсуэла Риос (29.06.2017 — по настоящее время).